# Happiness!
Happiness!  (はぴねす! Hapinesu!?) es un juego interactivo japonés para adultos y editado originalmente para PC. Se lanzó por primera vez el 21 de octubre de 2005 y le siguió el lanzamiento de una edición extendida que llevó por título Happiness! Re: Lucks, el 28 de julio de 2006. Ambos juegos fueron desarrollados, producidos y publicados por Windmill. 

Más tarde, se publicó un manga ilustrado por Rino Fujii basado en el juego, cuya primera entrega se realizó el 27 de junio de 2006 incluido en la revista manga Monthly Comic Alive. 
En abril de 2006 se publicó por primera vez la novela corta, y hasta el momento se han publicado tres volúmenes. También un anime de 12 episodios, basado en el juego, vio la luz en Japón entre octubre y diciembre de 2006. 

El 25 de enero de 2007 Happiness! sale a la venta para PS2 bajo el título de Happiness! De: Luxe y sin contenido adulto. Además la edición limitada del juego para PS2 contenía un episodio especial del anime.
La serie tiene el lema: Es una vida escolar feliz y sentida.

## Argumento
Happiness! gira en torno a Yuma Kohinata, un estudiante de secundaria que asiste a la Academia Mizuhosaka, junto con sus amigos más cercanos Jun Watarase y Takamizo Hachisuke. El otro Campus, bien llamada Campus de Magia, fue fundada con el fin de capacitar a los magos en el arte de usar la magia.
La historia comienza con el Día de San Valentín que viene en pocos días y hay una punta para todas las chicas para conseguir el chocolate que quieran con el fin de darle a los chicos que les gusta, de conformidad con la costumbre japonesa. Haruhi Kamisaka, una maga en la formación, va con su amiga Hiiragi Anri, también una maga en la formación, con el fin de hacer precisamente eso. Al caminar fuera en el parque, después de comprar el chocolate que quería dar a un chico que conoció cuando era niña, Haruhi se encuentra con Yuma, que aleja a algunos chicos jóvenes que intimidaban a una niña, así Haruhi piensa que él podía ser el niño que ha estado buscando durante todo este tiempo. Al día siguiente se celebra el Día de San Valentín en la escuela, y todas las chicas estaban dando a sus regalos a los chicos que eligieron. Más tarde, de ese mismo día, Anri desafió a Haruhi a una batalla mágica para obtener el chocolate que tiene por la fuerza, debido a que Haruhi no le decía a quien se lo iba a dar. En poco tiempo, Anri pierde el control sobre su magia y es desviado hacia afuera, cayéndole casi a Yuma y a sus amigos. En esta última instancia, Haruhi le da el chocolate que había comprado como signo de disculpas, y a su vez Anri hace lo mismo, que era su plan - darle chocolate al mismo niño que Haruhi y ver quién ganaba más a su favor. Aquella noche ocurrió una explosión de gas en el Campus de Magia de la escuela y todos los magos de la formación tuvieron que transferirse al Campus Regular por el momento. Coincidentemente, Haruhi y Anri se colocan dentro de la clase de Yuma. Ahora Haruhi y sus amigos tienen que ajustarse a la transferencia en el Campus Regular de la Academia Mizuhosaka.

## Personajes
Kohinata Yuma (小 日 向 雄 真, Yuma Kohinata?)
Seiyū: Takashi Ohara (anime)
Yuma es el cooprotagonista de la historia. Él tiene una personalidad agradable, ayudando y no tiene miedo de ayudar a las niñas que lo necesitan. Sus dos amigos íntimos son Hachisuke Takamizo, y Jun Watarase, que parece haberse enamorado de él. Cuando era más joven que él era capaz de hacer un poco de magia para ayudar a Haruhi que estaba siendo intimidado, pero ahora que profesa que no puede usar la magia (aunque en realidad todavía puede). Además, parece que se deje intimidar por la idea de usar la magia que sea, incluso si es capaz de ayudar a la gente. Finalmente, se da cuenta de que la magia puede traer la felicidad si se usa de la manera correcta y las transferencias a la sección de magia. Al final, se enteró de que su verdadera madre es Suzuri Minagi (un maestro en la sección de magia). Él es realmente uno de una clase y uno de los más poderosos y más rápida de los estudiantes cuando se trata de magia, aunque no lo uso debido a algunos accidentes cuando era más joven y por eso su madre borró su memoria cuando era joven . Con el tiempo comenzó a albergar sentimientos hacia Haruhi Kamisaka.
Haruhi Kamisaka (神 坂 春 姫, Kamisaka Haruhi?) 
Seiyū: Yui Sakakibara
Haruhi es la protagonista principal de la historia. Ella es un mago en la formación y se considera muy hábil entre sus compañeros, que han sido conocidos por pensar en ella como un genio cuando se trata de usar la magia. Cuando era más joven, Yuma fue capaz de utilizar un poco de magia con el fin de la ayuda de algunos matones que le daba ganas de convertirse en un mago a sí misma. Su varita mágica se llama soprano (ソプラノ, Sopurano?), que debe su forma a partir de una trompeta que Haruhi solía jugar antes de que ella comenzó a estudiar magia. Ella alberga sentimientos de Yuma Kohinata. Ella se equivocó por Ibuki Shikimori ser la hija de "esa" mujer (la mujer que robó el tesoro Shikimori) e incluso trató de controlar a romper la barrera que sella el tesoro en el bosque Shikimori. Al final, ella se reunió con Yuma, cuando fue trasladado a la Sección de Magia.
Anri Hiiragi (柊 杏 璃, Hiiragi Anri?)
Seiyū: Naruse Mia
Anri es amigo cercano de Haruhi y también sus compañeros de un mago en la formación. Ella tiende a tener un tipo muy fuerte de voluntad de a personalidad que se utiliza para tratar de conseguir las cosas que ella quiere. También puede hacer que su imprudente cuando se trata de usar su magia, debido a su exceso de confianza bienestar y underskilled en comparación con Haruhi. Ella es zurdo de acuerdo con el séptimo episodio de anime. Su varita mágica se denomina paella (パ エリア, Paeria?) y se formó a partir de su pluma favorita plumas. Ella solicitó un trabajo a tiempo parcial como camarera en la cafetería Oasis para ahorrar algo de dinero para que ella sea capaz de ir al extranjero y estudiar en una Institución de la Magia. Eventualmente, ella comienza a trabajar para Otoha Kohinata en la cafetería de la escuela.
Takamine Koyuki (高峰 小雪, Koyuki Takamine?)
Seiyū: Hinata Yura
Koyuki es un amigo de Haruhi y Anri que es de un año por encima de ellos y también en la sección de magia. Su varita mágica se llama esfera Tom (スフィアタム, Sufia Tamu?), aunque también es conocido por ser el apodo de "Tama-chan" (タマ ちゃん?). Toma la forma de un personal con una spehere verde pequeño en el extremo que flota en el personal. A diferencia de las varitas mágicas otras funciones que pueda hablar espiritualmente, esfera Tom tiene una cara desde la que expresar sus opiniones. Koyuki heredado el arte de hacer "Tama-chan" s, y pone un gran esfuerzo no sólo en su creación, pero va tan lejos como para recordar el orden en el que hizo cada uno de ellos a pesar de ellos aparecen todos a ser relativamente similares en apariencia. En esta dedicación a la magia ha demostrado, parece ser muy hábil en su uso de la magia, la adivinación o la magia, especialmente la adivinación.
Ibuki Shikimori (式 守 伊 吹, Shikimori Ibuki?)
Seiyū: Miru (PC), Oma Ichimura (PS2/anime)
Ibiki es una chica joven y poderoso mago que se transfiere a la clase de Sumomo. La mayoría de las veces, ella es muy distante y empujar a la gente lejos de ella ya sea en sentido figurado o literalmente, a fin de que lo dejen solo. Su familia es conocida por ser muy avanzado en términos de magia, e incluso a una edad tan joven Ibuki ha demostrado a sí misma para estar bien calificados como ella usa su varita mágica llamada Bisaim (ビサイム, Bisaimu?), que toma la forma de un paraguas. La familia Kamijyo ha estado sirviendo a la familia Shikimori por generaciones. Esto explica por qué Saya y Kamijyo Shinya siempre con Ibuki y actuar como sus protectores y seguidores. Quería recuperar el tesoro Shikimori por una razón que ella quería ver a su hermana, Natsumi, quien murió a causa de sellado a los demonios ángel que salió del tesoro. Ella pensó equivocadamente que Haruhi, debido a su gran habilidad en el uso de la magia, es la hija de la mujer que robó y escondió el tesoro.
Kamijyo Saya (上 条 沙耶, Saya Kamijo?)
Seiyū: Rina Misaki (PC), Shizuka Ito (PS2/anime)
Saya es una joven que se transfiere a la clase de Yuma, junto con su hermano gemelo Shinya, que también es un mago. Ella se equivocó inicialmente por un fantasma por Hachisuke después de reunirse con ella una noche por casualidad en la escuela. Su varita mágica se llama Sanbach (サン バッハ, Sanbahha?) y toma la forma de un arco de violín. Ellos han estado sirviendo a la familia Shikimori por generaciones. Ellos nunca supieron de su madre porque ella ya está muerta. La razón es desconocida. Su, ella y su hermano Shinya, con ganas de ver y conocer a su madre, pidió a su padre a robar el tesoro Shikimori para que se cree que tienen poderes que puede traer de vuelta el espíritu de los muertos, pero se convirtió en caos. El tesoro fue provocado y desató los demonios ángel que contiene. Por lo tanto, deben ser sellados de nuevo. Suzura Minagi, Shikimori Natsumi y su madre Takamine trató de detenerlo. Esto, sin embargo, termina con Natsumi sacrificando su vida, el sello y detener a los demonios, para gran dolor de Ibuki.
Kohinata Sumomo (小日向 すもも, Kohinata Sumomo?)
Seiyū: Oto Agumi (PC), Mai Gotō (PS2/anime)
Sumomo es la hermana menor de Yuma, que parece tener una personalidad enérgica. Ella ha conocido Haruhi desde la infancia y que solían jugar juntos. Debido a las circunstancias familiares, Sumomo no se convirtió en hermana de Yuma hasta después de que ella había entrado en la escuela primaria. Tiene increíbles habilidades en la cocina.
Takamizo Hachisuke (高 沟 八 辅, Hachisuke Takamizo?)
Seiyū: Kikutaro Numekawa (PC), Takuo Kawamura (PS2/anime)
Hachisuke, también conocido simplemente como Hachi, es uno de los amigos cercanos de Yuma y se junta con él y Jun constantemente. Parece que está desesperado por algún afecto por las chicas, como la oportunidad más cercana que tiene en conseguir una chica. Él es a menudo muy pervertido también, pero sus intensiones de ayudar también son muy reales.
Watarase Jun (渡 良 瀬 准, junio Watarase?)
Seiyū: Furi Samoto (PC), Yuimoto Michiru (PS2/anime)
Jun es otra de las amigas de Yuma. En realidad, se trata de un chico, hecho que conmocionó hasta la misma Haruhi, sin embargo, él prefiere que lo traten como una chica, cosa que consigue con suma facilidad. Ella se comporta de una forma muy femenina y acaramelada. No es usuaria de magia, pues pertenece al Campus Regular de la Academia Misuosoka, sin embargo, utiliza su técnica de ataque "Patriotick Misile Kick" para mantener a raya a Hachi cuando este se sobrepasa con las chicas.
Kohinata Otoha (小 日 向 音 羽, Otoha Kohinata?)
Seiyū: Tomomi Misaki (PC), Chizuko Hoshino (PS2/anime)
Otoha es la madre poco ortodoxa de Yuma y Sumomo. Maneja la cafetería de la escuela llamada Oasis. Otoha a menudo no actúa acuerdo a su edad, sino que actúa más bien como si tuviera la edad de su hija. Ella tiene una estrecha amistad con Suzuri Minagi, esta es la razón por la que Suzuri le confió a Otoha a su hijo Yuma, para que cuidara de él.
Kamijyo Shinya (上 条 信 哉, Shinya Kamijo?)
Seiyū: Tarō sana (PC), Kentaro Ito (PS2/anime)
Él es el hermano gemelo de Saya Kamijyo. Su familia ha servido a la familia Shikimori de generación en generación. Él tiene una katana de madera como varita magica. Uno de sus rasgos distintivos es que él tiene un sentido horrible de dirección en la que incluso se pierde caminando a la escuela aún yendo con su hermana, aún así, siempre se las arregla para separarse, sin embargo, si Saya está en peligro, al instante sabe dónde está, y corre hacia ella en cuestión de segundos.
Suzuri Minagi (御 薙 铃 莉, Minagi Suzuri?)
Seiyū: Minami Hokuto (PC), Hitomi (PS2/anime)
Ella es la madre biológica de Yuma Kohinata. Ella es una maestra en la sección mágica. Se vio obligada a confiar a su hijo, Yuma, a su amiga cercano, Otoha, por muchas cosas trágicas que le habían sucedido. Se borra la memoria de Yuma de ella antes de ir por caminos separados. Previo al desastre causado por el tesoro de la familia Shikimori, reveló toda la historia a Haruhi y Anri de lo que había sucedido en el pasado.

## Adaptación

### Novela visual
Happiness! comenzó como una novela visual para PC lanzado por primera vez el 21 de octubre de 2005. Más tarde, se hizo una secuela titulada La felicidad! Re: Lucks estrenado el 28 de julio de 2006 en Japón también para PC. Además, una versión para PlayStation 2 titulado La felicidad! De: Luxe fue puesto en libertad el 25 de enero de 2007. Los juegos de PC se han desarrollado y publicado por molino de viento. El puerto PS2 fue publicado por Marvelous Interactive. Dos piezas de música del tema se utilizan para cada una de las tres versiones de la novela visual, un tema de apertura y uno de finalización de cada tema. El tema de apertura de la Felicidad! es "cero" por Hiromi Sato, y el ending es "Mezame no Asa" por la voz de las actrices de las cuatro heroínas principales (Yui Sakakibara, Naruse Mia, Hinata Yura y Agumi Oto), realizando bajo el nombre de la felicidad! Heroínas. El tema de apertura de la Felicidad! Re: Lucks es "♪ felicidad, días" por Yui Sakakibara, y el ending es "With You ..." por Sato Hiromi. El tema de apertura de la Felicidad! De: Luxe es "La felicidad Hōteishiki" por Yui Sakakibara, y el ending es "Ohayo" de Ayumi Murata.

### Novela Ligera
Happiness! novela ligera, ilustrado por Ko ~ cha e inicialmente escrito por Nikaido Kageyama se publicó por primera vez en abril de 2006 por la cosecha. Mientras Kageyama escribió las dos primeras novelas de la serie, el tercero fue escrito por Satoshi Mikado.

### Manga
Una adaptación de manga, ilustrada por Rino Fujii, fue publicado por primera vez en Japón en el primer número de la revista de manga Monthly Comic Alive el 27 de junio de 2006 publicado por Media Factory. El volumen encuadernado primero salió a la venta el 31 de diciembre de 2006 en Japón.
Hasta la fecha han salido 7 volúmenes los cuales 6 están vía en línea. El 7 volumen hasta la fecha no se encuentra ya que la empresa encargada de la publicación a prohibido la publicación en línea.

### Anime
Una adaptación de anime de 12 episodios escrita por Satoru Nishizono, dirigida por Hiroshi Hara y producida por Artland, se emitió en la televisión de Japón entre el 5 de octubre y el 21 de diciembre de 2006. El 25 de enero de 2007, un episodio de vídeo de animación original fue puesto en libertad. Este episodio OVA fue incluido en exclusiva con la edición limitada de la primera impresión de la Happiness! De: Luxe. Dos piezas de música del tema se utilizan para el anime, un tema de apertura y que terminó el tema. El tema de apertura es "Happiness!" por Ayumi Murata, y el ending es "Magical Generation" por Yui Sakakibara. El anime fue lanzado el 22 de noviembre de 2006 en Japón, publicado por Media Factory.
- Datos: Q1151546